# Modale drogreden
De formele drogreden van de modale drogreden is een speciaal type drogreden die voorkomt in de modale logica. Het is de drogreden van het plaatsen van een propositie in de verkeerde modale reikwijdte, vaak is er verwarring over de reikwijdte van wat noodzakelijkerwijs waar is. Een stelling wordt als noodzakelijkerwijs waar beschouwd als en alleen als het onmogelijk is dat de stelling onwaar is en er geen situatie bestaat waardoor de stelling onwaar is. Sommige filosofen beweren bovendien dat een noodzakelijkerwijs ware stelling in alle mogelijke werelden waar moet zijn.
In modale logica, een propositie {\displaystyle P} kan noodzakelijkerwijs waar of onwaar zijn (respectievelijk aangeduid als {\displaystyle \Box P} en {\displaystyle \Box \lnot P}), wat betekent dat het logisch noodzakelijk is dat het waar of onwaar is; of het kan mogelijk waar of onwaar zijn (aangeduid met {\displaystyle \diamond P} en {\displaystyle \diamond \lnot P} ), wat betekent dat het waar of onwaar is, maar dat het is niet logisch noodzakelijk dat het zo is: de waarheid of onwaarheid ervan is contingent. De modale drogreden treedt op wanneer er een verwarring bestaat over het onderscheid tussen de twee.

## Omschrijving
In de modale logica is er een belangrijk onderscheid tussen dat wat logisch noodzakelijk waar is en dat wat waar is, maar niet logisch noodzakelijk waar is. Een veel voorkomende vorm is het verwarren van {\displaystyle p\rightarrow q} met {\displaystyle p\rightarrow \Box q}. In de eerste stelling is {\displaystyle q} waar vanwege {\displaystyle p}, maar {\displaystyle q} is niet logisch noodzakelijk waar.
Een voorbeeld uit het dagelijks leven is bijvoorbeeld:
1. Mickey Mouse is de president van de Verenigde Staten.
2. De president is minstens 35 jaar oud.
3. Mickey Mouse is dus noodzakelijkerwijs 35 jaar of ouder.

Waarom is dit onwaar?
De conclusie is onwaar, want hoewel Mickey Mouse meer dan 35 jaar oud is, is er geen logische noodzaak voor hem. Ook al is het in deze wereld zeker waar, er kan een mogelijke wereld bestaan waarin Mickey Mouse nog geen 35 jaar oud is. Als in plaats van een noodzaakbepaling toe te voegen, het argument alleen maar concludeerde dat Mickey Mouse 35 jaar of ouder is, zou het valide zijn.

Norman Swartz gaf het volgende voorbeeld van hoe de modale drogreden kan leiden tot de conclusie dat de toekomst al vaststaat, ongeacht iemands beslissingen; dit is gebaseerd op het voorbeeld van de "zeeslag" gebruikt door Aristoteles om het probleem van toekomstige contingenten te bespreken in zijn On Interpretation:
Twee admiraals, A en B, bereiden hun marines voor op een zeeslag die morgen plaatsvindt. De strijd zal worden gestreden totdat één kant zegeviert. Maar de 'wetten' van het uitgesloten midden (er bestaat geen derde waarheidswaarde) en van non-contradictie (twee waarheidswaarden kunnen niet tegelijkertijd waar zijn), schrijven voor dat een van de proposities, 'A wint' en 'B wint', waar is (altijd is geweest en zal altijd zijn) en de andere is onwaar (altijd geweest en zal altijd zijn). Stel dat 'A wint' vandaag waar is. Dan zal wat A vandaag doet (of nalaat) geen verschil maken; op dezelfde manier zal wat B vandaag doet (of nalaat) geen verschil maken: de uitkomst staat al vast. Of nogmaals, stel dat 'A wint' vandaag onwaar is. Dan maakt het niet uit wat A vandaag doet (of niet doet), het maakt geen verschil; evenzo, wat B ook doet (of nalaat), het maakt geen verschil: de uitkomst staat al vast. Dus als de waarheidswaarden van proposities tijdloos (of onveranderlijk en eeuwig) zijn, dan is het maken van plannen een illusie in zijn effectiviteit. De toekomst zal zijn wat het zal zijn, ongeacht onze planning, intenties, enz.
Neem de stelling "A wint", weergegeven door {\displaystyle A}, en de stelling "B wint", weergegeven door {\displaystyle B}. Het is hier waar dat slechts een van de stellingen "A wint" of "B wint" waar moet zijn. Met andere woorden, slechts één van {\displaystyle \diamond A} of {\displaystyle \diamond B} is waar. In logische syntaxis is dit gelijk aan
{\displaystyle A\lor B} (of {\displaystyle A} of {\displaystyle B} is waar)
{\displaystyle \lnot \diamond (A\land B)} (het is niet mogelijk dat {\displaystyle A} en {\displaystyle B} beide tegelijkertijd waar zijn)
De drogreden ontstaat hier omdat men aanneemt dat {\displaystyle \diamond A} en {\displaystyle \diamond B} impliceert dat {\displaystyle \Box A} en {\displaystyle \Box B} . Men gelooft dus dat, aangezien een van beide gebeurtenissen logisch noodzakelijkerwijs waar is, geen enkele actie van een van beide de uitkomst kan veranderen.
Swartz voerde ook aan dat het argument van de vrije wil te kampen heeft de modale drogreden.